# Aspelands revir
Aspelands revir var ett skogsförvaltningsområde inom Smålands överjägmästardistrikt, Kalmar län, som omfattade Tunaläns, Sevede och Aspelands härader. Reviret, som var indelat i fem bevakningstrakter, omfattade (1920) 20 744 hektar allmänna skogar, varav tio kronoparker med en areal av 9 083 hektar.